# Bactris guineensis
Bactris guineensis (L.) H.E.Moore è una pianta appartenente alla famiglia delle Arecacee (o Palme), nativa dell'America Centrale e di quelle Meridionale.

## Descrizione

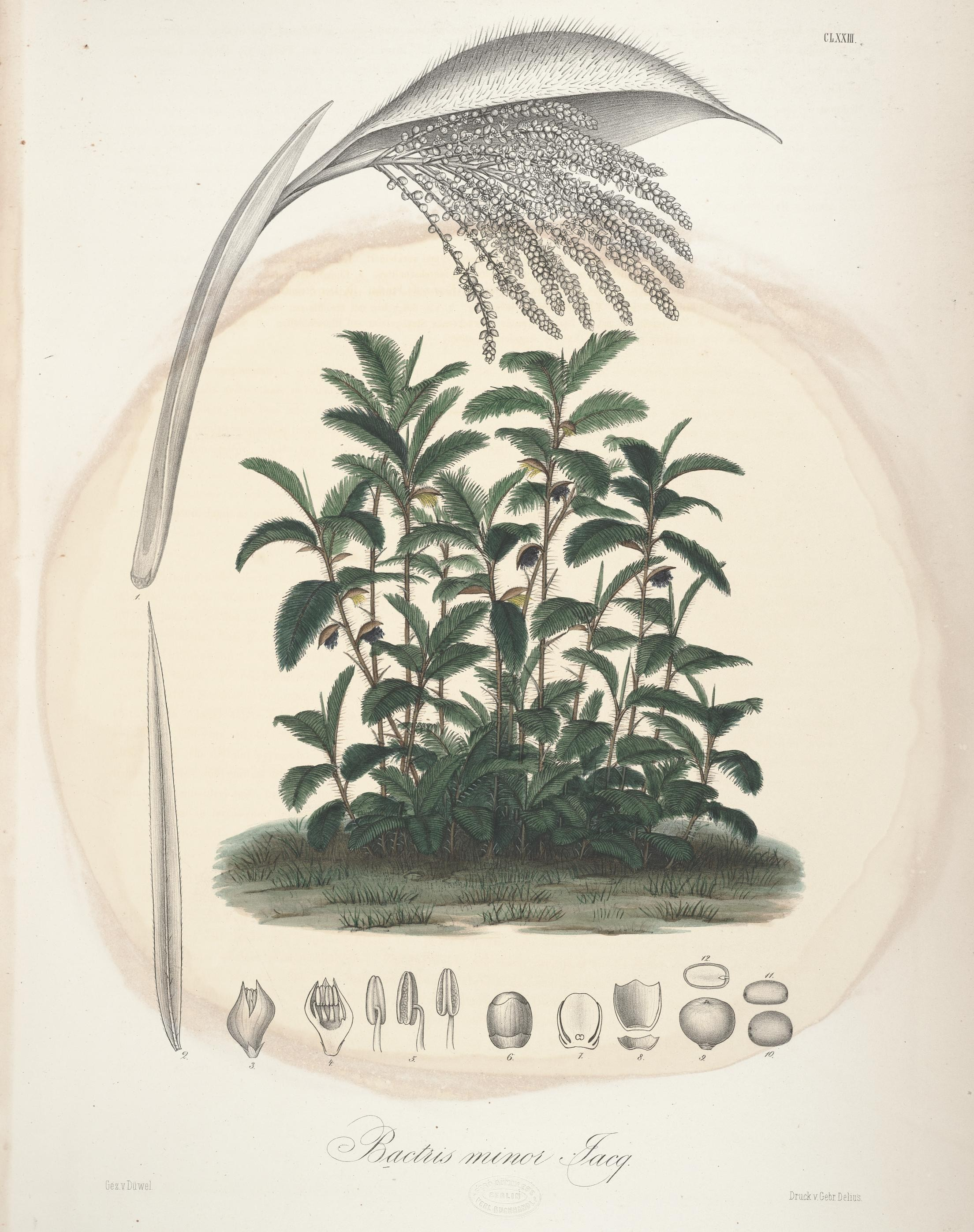
Pl. CLXXIII Florae Columbiae.

## Distribuzione e habitat
Bactris guineensis cresce sulle rive del Mar dei Caraibi e del Pacifico, in Honduras, Nicaragua (chiamato localmente coyolito), Costa Rica (biscoyol) , Panama, Colombia (corozo, lata) e Venezuela (piritu, uvita). È caratteristico delle aree più basse e più asciutte, solitamente al di sotto di un centinaio di metri sul livello del mare, più spesso nelle spiagge marine. Forma spesso colonie. La loro morfologia offre un ottimo riparo per gli uccelli, perché le loro spine li proteggono.

## Tassonomia
Bactris guineensis è stato descritto da Max Burret e pubblicato nel Repertorium Specierum Vegetabilis Novarum Regni 34: 216, 1934.
Sinonimia
- Cocos guineensis L. (1767).
- Bactris minor Jacq. (1781).
- Cocos acicularis Sw. (1788).
- Bactris rotunda Stokes (1812), nom. illeg.
- Guilielma piritu H.Karst. (1857).
- Bactris horrida Oerst. (1859).
- Bactris piritu (H.Karst.) H.Wendl. in O.C.E.de Kerchove de Denterghem (1878).

## Usi

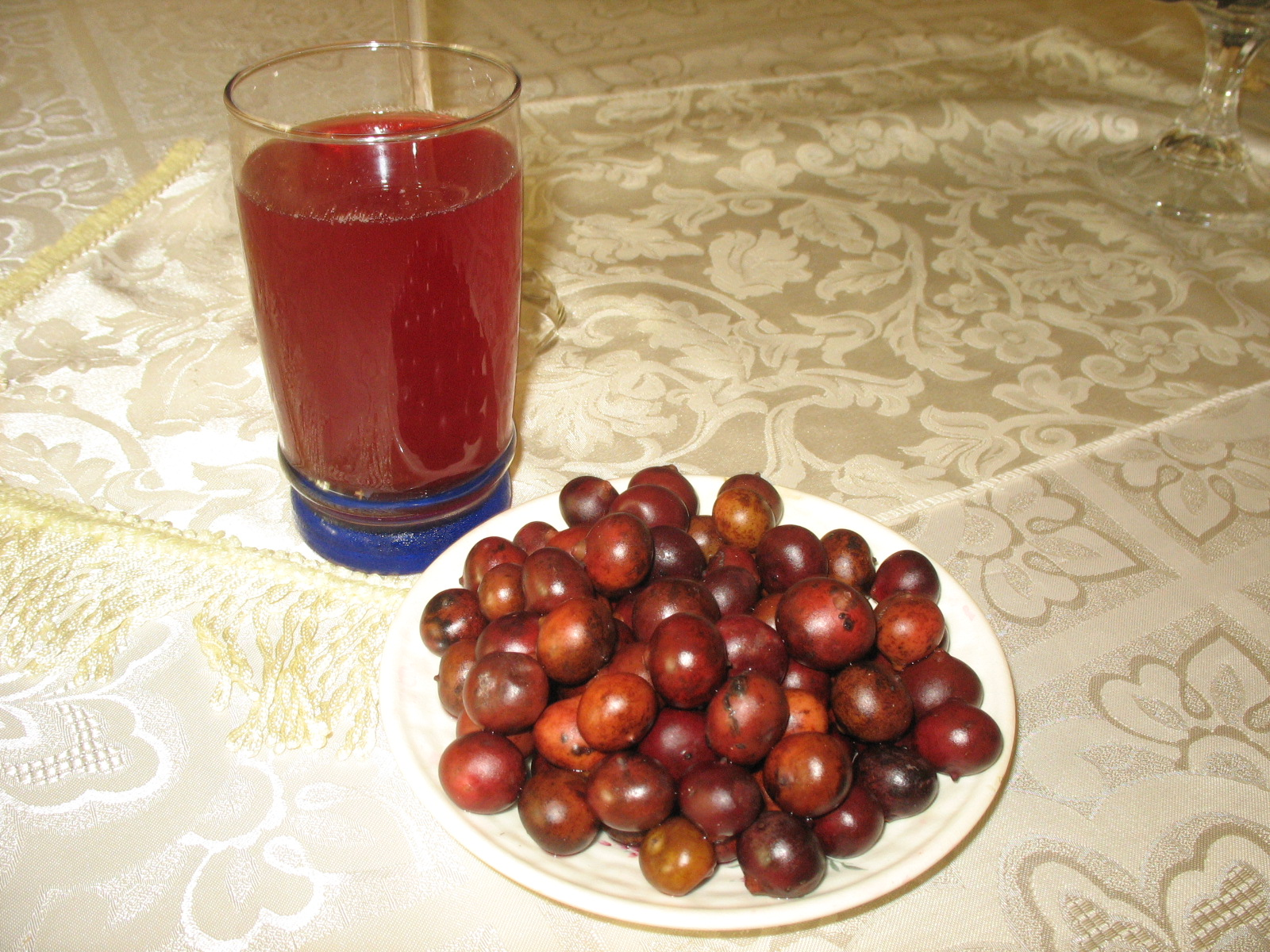
Succo di corozo

### Usi alimentari
Il suo frutto commestibile è molto apprezzato dalla popolazione locale ed è in particolare utilizzato per fare succhi di frutta e vino. In Venezuela è molto popolare una bevanda alcolica, il ron de piritu, che si ottiene con una macerazione di piritu e di rum. In Colombia è un frutto che cresce in tutta l'area dei regioni di Bolívar e Córdoba e Sucre. In futuro questa zona di produzione del corozo potrebbe essere sostituita da palma africana per la produzione di biodiesel: e per evitare che questo frutto scompaia, il corozo è stato inventariato nell'arca del gusto – slow food.